# Smalt

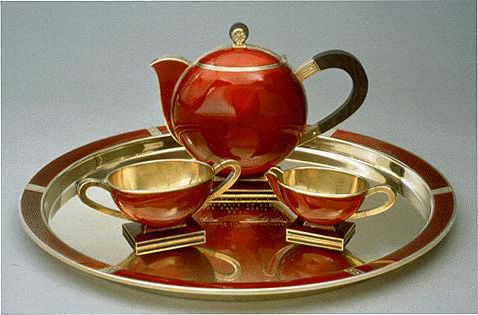
Smaltovaná čajová souprava

Smalt (nebo také email) je křemičitá tavenina příbuzná sklu, ale i porcelánu, která po zahřátí na vysokou teplotu vytvoří na kovu celistvý ochranný povlak hladkého a lesklého charakteru. Teplotou výpalu v peci vykazuje vlastnosti na rozhraní skla a porcelánu. I když je smalt křehký, dokáže bez změny barvy i lesku přečkat stovky let. Dodnes se vyrábí smaltované cedule pro označení ulic a čísel domů.
Původně se smaltování používalo především jako zdobící prvek na špercích, později přešlo i jako povrchová úprava kovů litin, plechů, které tak byly chráněny proti korozi a povětrnostním vlivům. Význam má také v zubním lékařství při metalokeramice, kdy je zubní náhrada, zhotovená z kovu, tavením pokryta vrstvou dentální keramiky.

## Historie
Technologie smaltování byla již používána ve starověkých zemích dálného východu (Japonsko, Indie, Čína a v Egyptě). Výraznější zlom v použití smaltu nastal v období Byzance, kdy se jím zdobily reliéfy z kovů (technikou cloisonné). V 5. až 7. století n. l. technologie smaltování byla přenesena i do Evropy.
V českých zemích je nejstarší použití smaltu zaznamenáno na českých korunovačních klenotech (svatováclavská koruna) a na kříži Přemysla Otakara II. V ozdobnictví byly nejdříve používány barevné smalty na zlatě, výjimečně na stříbře. Až později s výrobou smaltovaných odznaků se objevuje na tombaku, což je vlastně mosaz Ms90 resp. Ms95 (číslo udává procentuální zastoupení mědi ve slitině, zbytek je zinek) velmi vhodná pro tváření. A to buď smalt průhledný, připomínající barevné sklo, nebo neprůhledný – jakási barevná intarzie. Speciální odnoží ozdobnického smaltéřství je tzv. limožský smalt. Jde o ruční malbu, většinou miniatur, štětcem, za použití vypalovacích keramických barvítek na bílý již vypálený smalt, který se s barvítky opět vypaluje.
Smalt jako povrchová úprava kovů je použita v 19. století (kolem r. 1850). Smaltovaly se nejdříve železné nádoby na vodu, pak i pekáče, kbelíky a i celé litinové vany na koupání. Smaltované nádoby odolávaly rzi a bylo možné je keramickými barvami zdobit. K nanášení smaltu se používalo sypání suchého smaltu sítkem nebo později máčení v mokré smaltové kaši, což byl vlastně vířený smaltový pudr ve vodě. Smalt se poté před vypálením musel pečlivě vysušit. Teplota pro vypalování smaltu na kov leží mezi 750–850 °C a její působení je velmi krátké. Teplota vypalování keramických barvítek do smaltu je mezi 700–750 °C.
Někdy jsou jako smaltované označovány také vodiče pro vinutí cívek elektrických strojů. Ani zde nejde o pravý smalt, ale o vypalovací lak, který musí být pružný, tak aby bylo umožněno navíjení cívek.

## Druhy smaltových povlaků
Vlastnosti smaltu ovlivňuje složení smaltéřských surovin.
Smalty dělíme na
- dvouvrstvé
  - základní
  - krycí
    - zakalené
    - transparentní
- jednovrstvé

Podle podkladového materiálu
- ocel
- litina
- neželezné kovy

Podle použití
- technický
- potravinářský
- chemicky odolný
- dekorační

## Smaltovny
V minulosti byla v českých zemích technologie smaltování značně rozšířena a smaltovny bývaly dosti časté, nicméně obvykle se jednalo o menší provozy z nichž do dnešních dnů zůstaly zachovány třeba smaltovny v Tupesích (Uherskohradišťsko), Želechovicích (Zlínsko) nebo Záluží (Českobudějovicko) – všechny využívají tradiční technologii máčení plechu ve smaltárenské břečce a následný výpal, tj. mokrý výrobní postup. V letech 1870 až 1948 fungovala velká továrna na smaltované nádobí v Plzni - Bartelmus (podnikatel Eduard Bartelmus).
K velkým smaltovacím provozům můžeme zařadit pouze smaltovnu v Ostravě (Vítkovice ENVI a.s.), dále Českých Budějovicích (bývalý Sfinx dnešní Belis), který se specializoval na oblévané varné nádoby. Jediná průmyslová smaltovna na území Česka, která je stále v provozu, je v Mariánském Údolí u Olomouce (MORA Moravia s.r.o.). Zde se jedná o vysoce moderní provoz s ročním objemem produkce cca 6 000 000 ks dílců, kdy je v automatizovaném režimu stříkacími pistolemi nanášen práškový smalt na ocelové plechové výlisky a ty jsou následně vypáleny v jedné ze 3 tunelových pecích při teplotách 820–840 °C (suchý výrobní postup).